# Femen
Femen (tiếng Ukraina: Фемен, được cách điệu thành FEMEN) là một nhóm được thành lập vào ngày 11 tháng 4 2008 tại Kiev, thủ đô của Ukraina, ban đầu nhằm mục đích tranh đấu cho quyền bình đẳng của phụ nữ.
Tổ chức này đã trở nên nổi tiếng thế giới vì đã tổ chức các cuộc biểu tình ngực trần gây tranh cãi chống du lịch tình dục, các tổ chức tôn giáo,  chủ nghĩa phân biệt giới tính, đồng tính và các chủ đề về xã hội, quốc gia và quốc tế khác. Được thành lập tại Ukraina, nhóm này hiện tại có trụ sở tại Paris.
Điểm đặc biệt của nhóm Femen là cởi trần tại những nơi công cộng, và vẽ lên thân mình những khẩu hiệu và đeo vòng hoa trên đầu. Loại hoạt động như vậy được nhóm Femen gọi là Sextremismus. Femen tự cho mình là phong trào phụ nữ toàn cầu mới.
Một số những người khác cũng tranh đấu cho quyền bình đẳng của phụ nữ, cho là nhóm này đã làm mang tiếng cho cuộc tranh đấu này vì một số hoạt động của họ, dính líu tới các thi hành nghi lễ của các tôn giáo.

## Mục đích

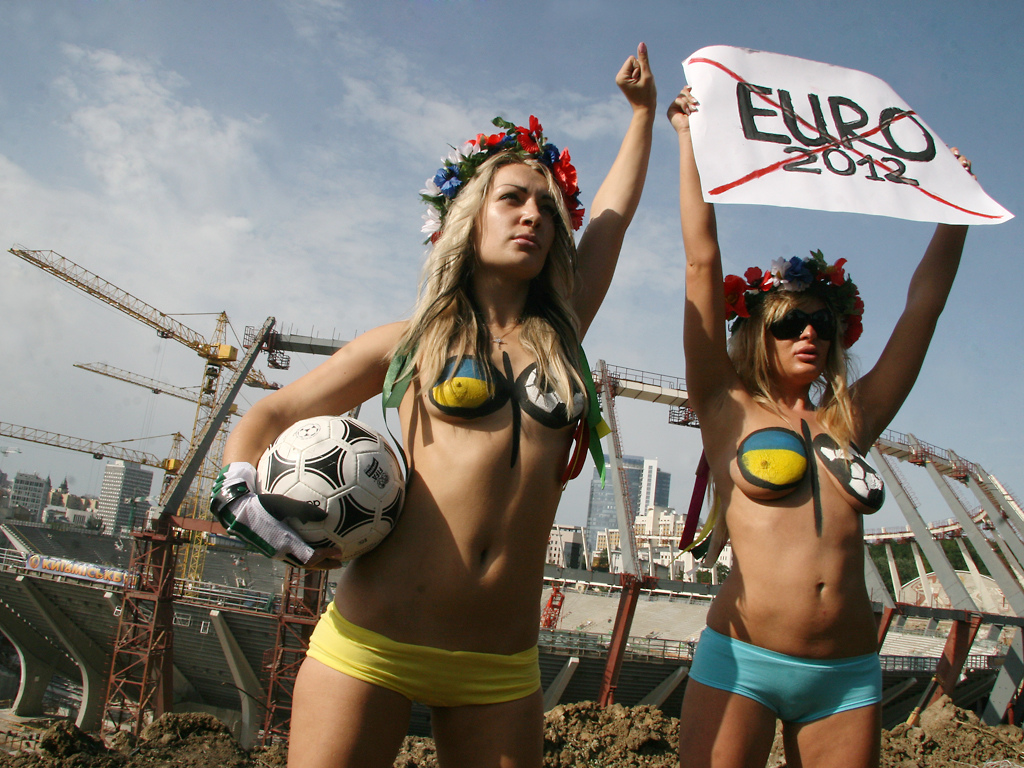
Hai hoạt động viên nữ biểu tình phản đối Giải vô dịch bóng đá Âu châu 2012 vì liên hệ tới du lịch mãi dâm, 2010 tại Ukraine

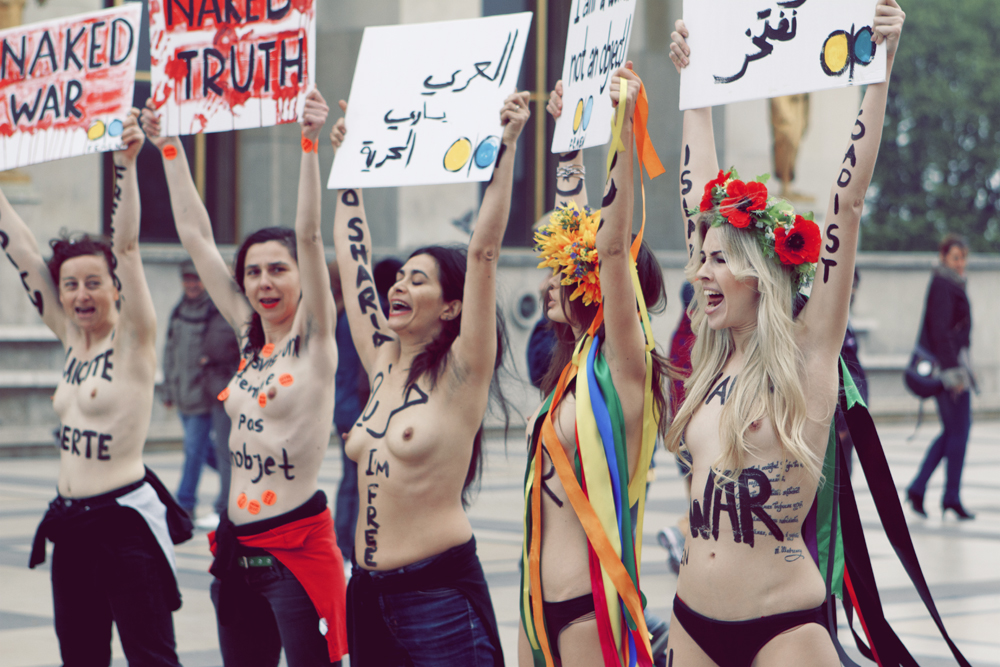
Hoạt động viên nữ, bên phải Alexandra Schewtschenko, biểu tình cho Aliaa Magda Elmahdy, 31.03.2012 ở Paris

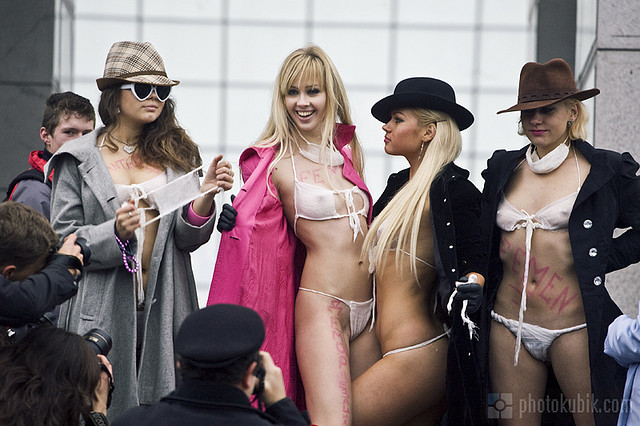
Phản đối của FEMEN ở Kiev, 09 11 2009. Những cuộc phản đối đầu tiên tuy khiêu khích nhưng không hoàn toàn ngực trần

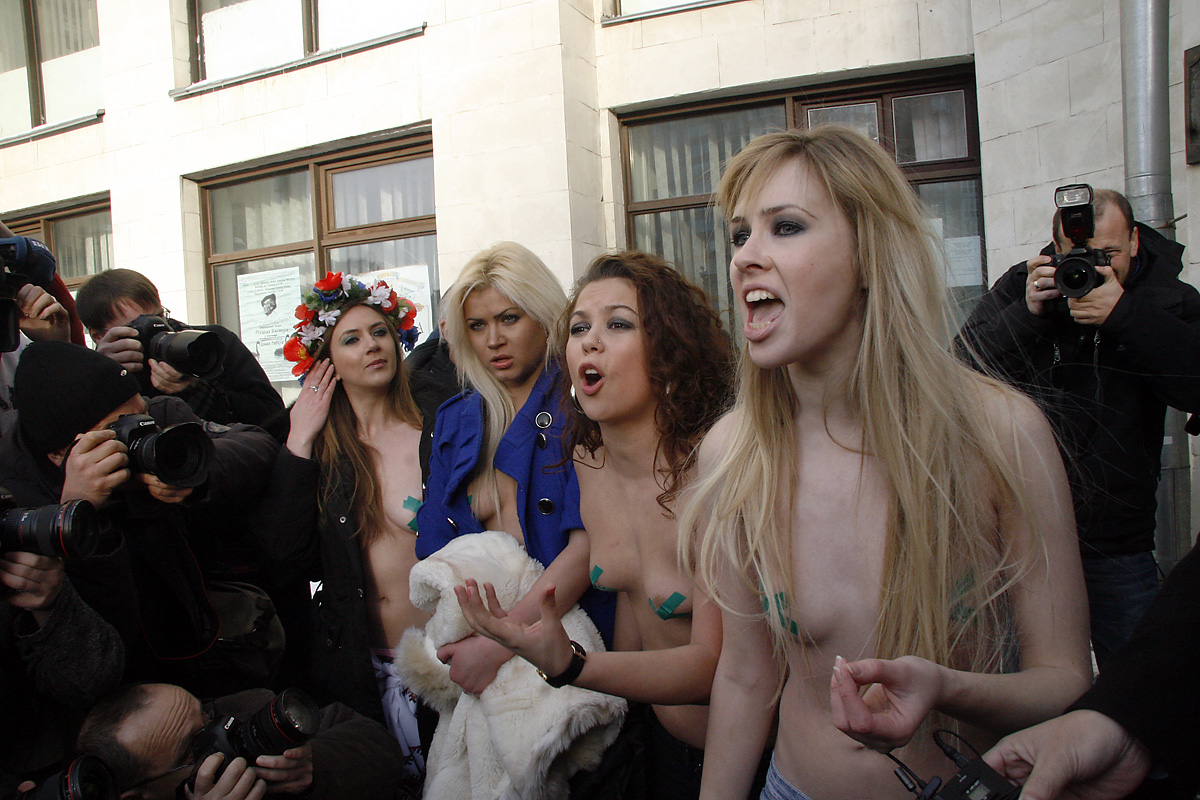
Phản đối của FEMEN ở Kiev trong cuộc bầu cử tổng thống tại Ukraine 2010

Tổ chức này tranh đấu cho quyền lợi của phụ nữ. Những người hoạt động trong tổ chức Femen đa số là phụ nữ trẻ, thường là sinh viên. Ban đầu mới thành lập vào năm 2008, Femen chỉ hoạt động ở Ukraine, giăng khẩu hiệu „Ukraine không phải là ổ điếm" (Україна — не бордель!) phản đối dân du lịch mãi dâm và ma cô. Đồng thời họ đòi hỏi phải trừng phạt những người mua dâm. Chẳng bao lâu Femen được sự chú ý của quốc tế. Từ năm 2011 họ cũng hoạt động tại các quốc gia Âu châu khác, và mở vào năm 2012 tại Paris một trung tâm huấn luyện. Từ năm 2012, ở Đức cũng có 2 nhóm Femen, ở Hamburg và Berlin.
Femen giải thích phương pháp khiêu khích của họ, cho đó là lối duy nhất, để được nghe đến. Nếu họ chỉ phản đối bằng cách giăng biểu ngữ thôi, thì không ai đếm xỉa đến những đòi hỏi của họ." Cho tới bây giờ nhóm của họ không được bộ Tư pháp Ukraine công nhận là một tổ chức hợp pháp, bởi vì những mục đích của họ "kêu gọi gây rối loạn trật tự công cộng"..